# 1935 a tudományban
Az 1935. év a tudományban és a technikában.

## Díjak
- Nobel-díjak
  - Fizikai Nobel-díj: James Chadwick
  - Fiziológiai és orvostudományi Nobel-díj: Hans Spemann
  - Kémiai Nobel-díj: Frédéric Joliot-Curie, Irène Joliot-Curie

## Technika
- május 13. – Carl C. Magee szabadalmaztatja az első parkolóórát.[1]

## Születések
- január 7. – Valerij Kubaszov szovjet űrhajós († 2014)
- április 3. – Czeizel Endre magyar orvos-genetikus († 2015)
- július 3. – Harrison Schmitt amerikai geológus, űrhajós, szenátor
- július 12. – Ómura Szatosi Nobel-díjas japán biokémikus és mikrobiológus
- augusztus 3. – Georgij Sonyin orosz, szovjet űrhajós († 1997)
- szeptember 11. – German Tyitov orosz, szovjet űrhajós († 2000)
- október 3. – Charles Duke amerikai űrhajós
- október 25. – Russell Schweickart amerikai űrhajós
- november 14. – Harry Gray amerikai kémikus
- november 23. – Vlagyiszlav Volkov orosz, szovjet űrhajós († 1971)

## Halálozások
- március 16. – John James Rickard Macleod Nobel-díjas skót fiziológus és biokémikus (* 1876)
- április 14. – Emmy Noether német fizikus-matematikus (* 1882)
- május 21. – Hugo de Vries holland botanikus, genetikus (* 1848)
- szeptember 19. – Konsztantyin Ciolkovszkij orosz tudós, a modern rakétatechnika és űrkutatás elméleti megalapozója (* 1857)
- október 1. – Buchböck Gusztáv magyar fizikokémikus, a fizikai kémia egyik hazai úttörője (* 1869)[2]
- november 6. – Henry Fairfield Osborn  amerikai geológus, őslénykutató és eugenikus (* 1857)
- december 4. – Charles Richet francia fiziológus, pszichológus, parapszichológus. Az anafilaxia kutatásában elért eredményeiért Nobel-díjban részesült (* 1850)
- december 13. – Victor Grignard kémiai Nobel-díjas francia kémikus, róla elnevezett Grignard-reagens felfedezője (* 1871)